# Metaphor: ReFantazio
Metaphor: ReFantazio (メタファー：リファンタジオ?, Metafā: Rifantajio) è un videogioco di ruolo alla giapponese sviluppato e pubblicato da Atlus per PlayStation 5, PlayStation 4, Xbox Series X/S, Windows e Steam. Noto in precedenza con il nome in codice Project Re Fantasy, è stato pubblicato l'11 ottobre 2024 e ha venduto più di un milione di copie a poche ore dall'uscita, diventando il gioco Atlus con le vendite più rapide di sempre.